# Sépale

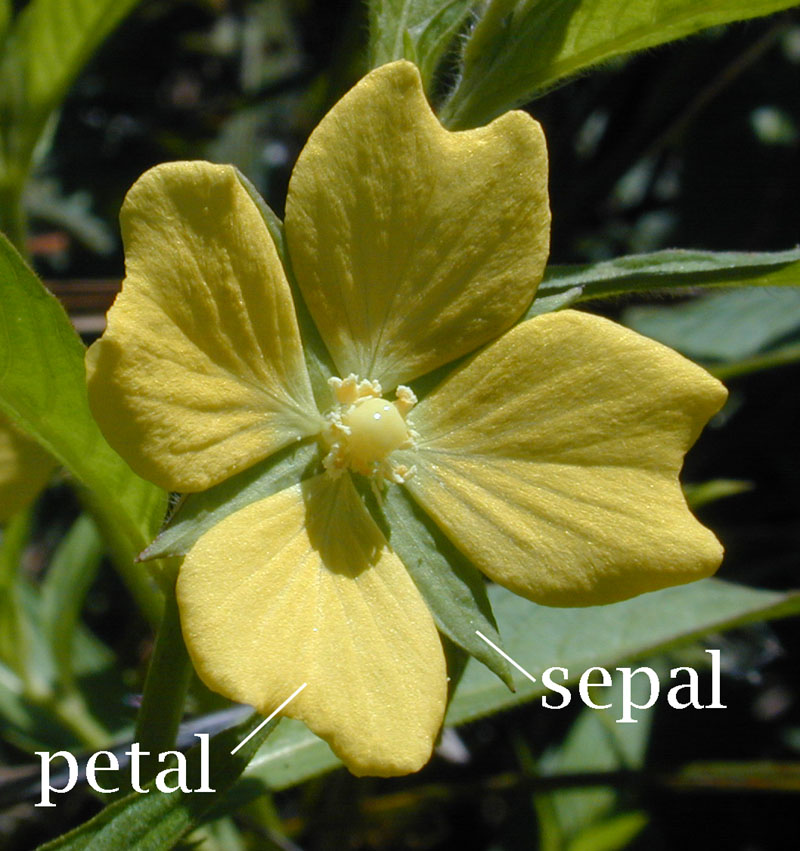
Fleur de Ludwigia octovalvis

En botanique, un sépale est l'un des éléments foliacés, généralement verts, dont la réunion compose le calice et supporte la corolle de la fleur.   

## Caractéristiques
Le nombre des sépales ou leurs caractéristiques permettent de décrire le calice :
- monosépale : formé d'un seul sépale,
- disépale : formé de deux sépales ou de deux pièces distinctes,
- pentasépale : composé de cinq sépales,
- polysépale : possède plusieurs sépales.
- dialysépale : possède plusieurs sépales individualisés, séparés les uns des autres.
- gamosépale : les sépales sont soudés entre eux au-delà de la moitié de leur longueur : quand on en tire un, les autres sépales viennent aussi.
- homosépale : les sépales d'une fleur sont tous semblables (homosépalie)
- hétérosépale : les sépales d'une fleur sont de deux types (hétérosépalie, plus rare)[1]

Les sépales peuvent parfois ressembler aux pétales, comme chez la tulipe. On parle alors de « tépale ».
La diagnose distingue trois parties dans le sépale : le limbe (partie supérieure), la lame (partie intermédiaire) et l'onglet (base du sépale).

## Fonctions
La fonction primaire des sépales reste la protection des jeunes organes dans le bouton floral afin d'assurer l'intégrité des organes reproducteurs. « Cette protection peut se décliner dans de nombreuses directions simultanées : protection contre le froid dont les gelées printanières par exemple sous nos climats ; protection contre les attaques de parasites tels que les champignons pathogènes ; protection contre les hordes d'herbivores, les insectes et leurs larves essentiellement, pour qui une fleur en bouton représente un mets de choix, frais et juteux avec en plus la possibilité de s'y abriter ; protection mécanique contre les risques de frottements et de déchirements quand le vent secoue les rameaux et les tiges ; protection thermique facilitant la poursuite du développement des organes dans le bouton ; protection contre les rayons du soleil trop ardents pour des organes aussi fragiles que pétales et étamines ».